# Hymenaster pergamentaceus
Hymenaster pergamentaceus är en sjöstjärneart som beskrevs av Percy Sladen 1882. Hymenaster pergamentaceus ingår i släktet Hymenaster och familjen knubbsjöstjärnor. Inga underarter finns listade i Catalogue of Life.